# Scituloglaucytes quadrifasciata
Scituloglaucytes quadrifasciata là một loài bọ cánh cứng trong họ Cerambycidae.